# Campionat d'Europa de scratch femení
El Campionat d'Europa de scratch femení és el campionat d'Europa de Scratch, en categoria femenina, organitzat anualment per la UEC. Es porten disputant des del 2014 dins els Campionats d'Europa de ciclisme en pista.

## Pòdiums dels Guanyadors
| Proves | Or                        | Plata                    | Bronze                     |
| 2014   | Ievguénia Romaniuta (RUS) | Laurie Berthon (FRA)     | Elena Cecchini (ITA)       |
| 2015   | Laura Trott (GBR)         | Kirsten Wild (NED)       | Roxane Fournier (FRA)      |
| 2016   | Ausrine Trebaite (LTU)    | Elinor Barker (GBR)      | Kirsten Wild (NED)         |
| 2017   | Trine Schmidt (DEN)       | Tetyana Klimchenko (UKR) | Evgueniya Augustinas (RUS) |